# ヒカリヘ
「ヒカリヘ」は、日本のシンガーソングライター・miwaの楽曲。9枚目のシングルとして2012年8月15日にSony Music Recordsから発売された。
タイトルの「ヘ」は片仮名である。

## 概要
前作「片想い」から約6ヶ月後に発売された2012年第2弾シングル。初回生産限定盤はカラートレイ仕様で、2012年6月24日に開催された自身初の渋谷公会堂公演のライブ・ドキュメント映像を収録したDVDが付属している。
miwaはこの曲で2013年12月31日放送の『第64回NHK紅白歌合戦』に初出場した。
2020年1月現在、miwaにとって自身最大のヒット曲である。2018年7月には日本レコード協会のシングルトラック統計でミリオン（100万DL）を達成した。

## 楽曲解説
表題曲の「ヒカリヘ」は、フジテレビ系月9ドラマ『リッチマン、プアウーマン』主題歌、及びトヨタ自動車 「カローラ×『リッチマン、プアウーマン』」コラボCMソング。通算3度目のドラマ主題歌で、自身初となる月9主題歌を台本を読んで書き下ろした。
また2025年2月より広瀬アリスが出演するフロンティア株式会社「Ready Crew（レディクル）」のCMソングとしても使用されている。
4つ打ちのダンス・ミュージックで、本人は「今までにない、新しいサウンドに挑戦しました」、「miwaの曲として受け入れてもらえるかドキドキしていたが、想像以上に受け入れてもらえてびっくりしました」と話している。ドラマのプロデューサー増本淳は「ヒロインの気持ちを私たちより近くで感じて、詞に投影してくれました」と述べている。また、miwaの歌詞には、制作中に読んだ川上未映子の小説『すべて真夜中の恋人たち』からも発想を得ており、作中で光が印象的に描かれたシーンに影響を受けている、とも語っている。
ミュージック・ビデオでは初めてダンス（振り付けは「珍しいキノコ舞踊団」が担当）が導入され、miwaが光を自在に操る妖精のような存在に扮している。
カップリング曲「Napa」及び「ヒカリヘ」の英語詞ヴァージョンである「HiKARiE Remix 〜English version〜」はいずれも『リッチマン、プアウーマン』挿入歌である。ボーナス・トラックの「僕が僕であるために」は尾崎豊の同名曲のカバーで、東宝配給アニメ映画『カラフル』イメージソングとして発表され、本作収録前は2010年8月16日に配信限定でリリースされており、本作で初CD化された。

## チャート成績
シングルでは、オリコン週間チャートで自己最高となる4位（デイリーチャートでは3位）にランクインし、初動売上のみで本作以前に発売したシングルそれぞれの累計売上を上回った。10月5日現在、週間チャートでは7週連続20位以内にランクインしており、着うたで配信された7月25日から2か月を経ても支持を集めるロングセラーとなった。
配信（単曲）では、2012年7月25日に配信開始、8月22日発表のレコチョクランキングでは、着うた・着信メロディ・レコチョクテレビ/CM/映画・フルの4部門で、自身初の1位を獲得した。同ランキングの、8、9月度着うた部門で、同じく自身初となる2ヶ月連続1位、また9月度ダウンロード・シングル部門でも、同じく自身初となる1位を記録した。また、「LISMO Award」再生ランキングでも同年9、10月度に2ヶ月連続1位を獲得した。
2012年11月7日にiTunes Storeでソニーミュージック系列の作品の配信が開始されたことに伴い、「ヒカリヘ」も8日午前10時段階でのシングル総合ランキングで1位を記録した。
同年の年間セールスベースでも好記録を続け、同年のTSUTAYAのCDシングル・レンタル年間ランキングで2位を獲得、レコチョクの2012年間ランキング・ダウンロードシングル・楽曲部門で8位、同ランキング・着うた・楽曲部門で4位をマークした。プランテック2012年年間ラジオ・エアプレイチャート・ミュージックPVランキングで年間4位をマークした。
2014年1月時点で、音楽配信での売上は累計130万ダウンロードを突破している。
2018年7月には日本レコード協会のシングルトラック統計でもミリオン（100万DL）を達成した。

## 収録曲

### CD
1. ヒカリヘ (4:53）
  - 作詞・作曲：miwa / 編曲：Naoki-T
2. Napa （5:10）
  - 作詞・作曲：miwa / 編曲：根岸孝旨
3. HiKARiE (Remix) 〜English version〜 (5:08)
  - 作詞：miwa / 訳詩：Nash&Gene / 作曲：miwa / リミックス：Naoki-T
4. ヒカリヘ 〜instrumental〜 (4:55)
5. 僕が僕であるために (bonus track) (5:00)
  - 作詞・作曲：尾崎豊 / 編曲：松浦晃久

### DVD（初回生産限定盤のみ）
『miwa concert tour 2012 "guitarium"』の映像を収録。
1. ライブドキュメント（2012.06.24 渋谷公会堂）

## 別バージョン
下記の別バージョンは、いずれも本作の次のシングル「ホイッスル〜君と過ごした日々〜」のカップリングとして収録。
- 初回生産限定盤A
  - HiKARiE (English×guitar version)
  - ヒカリヘ (humming×guitar version)
- 初回生産限定盤B
  - HiKARiE (English×piano version)
  - ヒカリヘ (humming×piano version)
- 通常盤
  - HiKARiE (English×original version)
  - ヒカリヘ (instrumental synth theme)

## 収録アルバム
ヒカリヘ
- Delight
- miwa ballad collection 〜graduation〜（HiKARiE English×piano version）
- miwa THE BEST
- miwa
  - mi
  - wa（ヒカリヘ -Classic StudioLive ver.-）

Napa
- Delight
- miwa
  - wa